# Memphis, Tennessee
Memphis este un oraș situat în colțul sud-vestic al statului american  Tennessee, la nord de fluviul Mississippi, unde se întâlnesc granițele statelor Arkansas, Mississippi și Tennessee. Este sediul comitatului Shelby, al-doilea cel mai mare oraș și cea mai mare arie urbană din statul Tennessee. Oraș portuar, situat pe malul de est al fluviului Mississippi, Memphis este și cel mai mare centru industrial din Tennessee. Este considerat „leagăn al muzicii blues”, în celebra stradă Beale Street aflându-se numeroase cluburi, între care cel al lui B. B. King. Orașul este binecunoscut și iubitorilor de rock 'n' roll. Elvis Presley a crescut și debutat aici și mai târziu a cumpărat aici o vilă somptuoasă, Graceland, unde a murit la 16 august 1977. Aici, la 4 aprilie 1968 a fost asasinat pastorul Martin Luther King, în vreme ce stătea la balconul motelului Lorraine.
În conformitate cu recensământul federal american din 2020, populația orașului Memphis este de 633.104 locuitori, pe timp ce i estimare din 2024 a concluzionat o populație de 610.919 locuitori. Aria urbană, ce se extinde pe trei state, este cea mai intens populată din Tennessee (1.056.000 locuitori). Iar zona metropolitană Memphis găzduiește 1.345.000 rezidenți.

Zona metropolitană statisticală Memphis cu roșu, iar orașul Memphis cu verde deschis; se vede clar cum include părți din Alabama și Mississippi

Orașul a fost fondat în 1819, ci a crescut datorită comerțului său fluvial și a economiei sale bazată pe bumbac. După Războiul Civil American, a rămas un centru cheie pentru industriile bumbacului și lemnului de esență tare, Memphis este, de asemenea, remarcabil pentru rolul său în Mișcarea pentru Drepturile Civile din America. În prezent, el rămâne un centru comercial de transport și logistică din toată țara. Cu aeroportul internațional Memphis fiind unul dintre cele mai aglomerate aeroporturi de marfă din lume, cu cel mai mare angajator fiind Fedex, ce ține poziția orașului Memphis ca un hub internațional de aeronautică.

## Personalități marcante
- Cybill Shepherd
- Dee Dee Bridgewater
- Dixie Carter
- Aretha Franklin
- Morgan Freeman
- Justin Timberlake
- Shannen Doherty